# Чорна цесарка
Чорна цесарка (Agelastes) — рід куроподібних птахів родини цесаркових (Numididae). Містить два види, що поширені в лісах Центральної та Західної Африки.

## Види
- Цесарка біловола (Agelastes meleagrides)
- Цесарка чорна (Agelastes niger)